# Luigi Corsi (militare)
Luigi Corsi (La Spezia, 4 aprile 1898 – Capo Matapan, 29 marzo 1941) è stato un marinaio e militare italiano, decorato di Medaglia d'oro al valor militare alla memoria nel corso della seconda guerra mondiale.

## Biografia
Luigi Maria Corsi nacque a La Spezia il 4 aprile 1898, figlio di un ufficiale di Marina. Entrò giovanissimo all'Accademia navale di Livorno, conseguendo la nomina a guardiamarina il 27 aprile 1916. Prese parte alla prima guerra mondiale imbarcato su varie unità di superficie, distinguendosi particolarmente, tanto che nel 1917 fu promosso al grado di sottotenente di vascello, e nel 1918 a quello di tenente di vascello.
Dopo la fine della guerra assunse il comando del cacciatorpediniere Confienza con il quale nel 1923 partecipò all'occupazione dell'isola di Corfù durante la crisi tra Italia e Grecia. Promosso capitano di corvetta, nel 1932 ricevette il comando del cacciatorpediniere Espero con il quale trascorse un periodo in Cina, durante il conflitto cino-giapponese.
Promosso capitano di fregata nel 1933, durante la guerra d'Etiopia svolse l'incarico di Capo di stato maggiore della 1ª Squadra Navale, ed al termine delle operazioni in terra d'Africa divenne Comandante in seconda dell'Accademia Navale e contemporaneamente Direttore degli studi.
Ammogliato con Teresa Fè d'Ostiani (Torino, 21 agosto 1901 - 6 febbraio 1945), ebbe due figli, Carlo ed Alfredo.
Promosso capitano di vascello dal 1º gennaio 1939, assunse il comando dell'incrociatore pesante Zara il 1º marzo del 1940, poco prima dell'entrata in guerra del Regno d'Italia. Al comando della sua unità prese parte alla battaglia di Punta Stilo, avvenuta il 9 luglio dello stesso anno. Divenuta nave di bandiera del comandante della I Divisione incrociatori, contrammiraglio Carlo Cattaneo, la sua nave prese parte alla battaglia di Capo Matapan avvenuta nella notte tra il 28 e il 29 marzo 1941. L'unità fu sorpresa, insieme agli altri incrociatori della I Divisione, dalle navi da battaglia britanniche Barham, Valiant e Warspite, che non erano state avvistate e delle quali non era nota la loro presenza in zona. 
Colpito quasi subito dal tiro dei "381/42" delle navi da battaglia, lo Zara riportò grosse avarie e grandi incendi che portarono all'arresto della nave. Considerata la gravità della situazione, con la nave immobilizzata e in preda agli incendi, egli attuò tutte le misure necessarie per la salvezza dei marinai superstiti e diede l'ordine di autoaffondare la nave, rifiutando di porsi in salvo. Lo Zara venne fatto esplodere dal suo equipaggio attorno alle 2:40 della notte del 29 marzo, e lui rimase a bordo nonostante gli inviti a mettersi in salvo, preferendo affondare con la sua nave. Per onorare il suo coraggio venne decretata la concessione della medaglia d'oro al valor militare alla memoria.

### Annotazioni
1. ↑  Nel febbraio 1932 la nave fu inviata in Cina insieme all’incrociatore pesante Trento, facendo ritorno in Italia nell’ottobre dello stesso anno.
2. ↑  Durante lo svolgimento di tale incarico, tra il 17 giugno 1936 e il 13 maggio 1937 fu comandante della nave scuola Amerigo Vespucci.
3. ↑  Tale divisione era composta dalle unità Zara, Pola e Fiume

### Fonti
1. ↑  Gruppo Medaglie d'Oro al Valore Militare 1965, p. 619.
2. 1 2 3 4   Luigi Corsi sul sito della Marina Militare, su marina.difesa.it.
3. 1 2  Cacciatorpediniere Espero Scheda tecnica e affondamento dell'Espero Testimonianze sull'affondamento dell'Espero
4. 1 2  Grilletta 2003, p. 43.
5. ↑  Brescia 2012, p. 42.
6. 1 2  Axelrod, Kingston 2007, p. 210.
7. ↑  Petacco 2005, p. 110.
8. ↑  Petacco 2005, pp. 128-129.
9. ↑  Regio Decreto 18 maggio 1942.
10. ↑  Gazzetta Ufficiale del Regno d'Italia n.306 del 30 dicembre 1941.